# Bragas
bragas (em latim: Bra(c)cae; em grego clássico: Αναξυρίδες; romaniz.: Anaxyrídes) eram calças ou pantalonas. Eram comuns a todas as nações que circundavam o mundo grego e mundo romano, estendendo-se do Índico ao Atlântico; Aristágoras de Mileto, em sua conversa com Cleômenes I de Esparta, teria dito: "eles carregam arcos e uma lança curta, e vão para a batalha de calças e com chapéus sobre suas cabeças". Séculos depois, o romano Propércio escreveria Bruccati militis arcus, o que designa que, em geral, os soldados que usavam calças estavam armados com arco. Os clássicos informam que, em particular, os povos que usavam pantalonas eram os medos, persas, partas, frígios, sacas, dácios, getas, sármatas, teutões, belgas, britanos e gauleses. O termo latino braccae etimologicamente está ligado aos escocês breeks e o inglês breeches, havendo correspondentes nas demais línguas europeias setentrionais.
As bragas eram sobretudo de lã, mas Agátias afirma que na Europa podiam ser feitas de linho ou couro e é possível que os asiáticos as fizessem de algodão e seda. Às vezes eram listradas (virgatas) e ornamentadas com trama de várias cores. Parece que os gregos não as usaram e eram desconhecidas na República Romana. Em 69, nos tempos do Império Romano, Aulo Cecina Alieno causou grande ofensa ao fazer sua marcha pela Itália usando bragas, que eram resguardadas aos bárbaros. No século seguinte, porém, gradualmente entraram em uso em Roma, mas parece que nunca tiveram uso generalizado. Diz-se o imperador Alexandre Severo (r. 222–235) usava bragas brancas, e não carmesim, como era hábito de imperadores precedentes. Em 274, Tétrico I (r. 271–274) e seu filho Tétrico II (r. 273–274) foram paradeados em Roma no triunfo de Aureliano (r. 270–275) com bragas gaulesas. No tempo de Honório (r. 375–423), as bragas foram proibidas em Roma.